# Championnat de Roumanie de football 1975-1976
Navigation
Saison précédente Saison suivante
La saison 1975-1976 du Championnat de Roumanie de football était la 58e édition de la première division roumaine. Le championnat rassemble les 18 meilleures équipes du pays au sein d'une poule unique, où chaque club rencontre tous ses adversaires 2 fois, à domicile et à l'extérieur.
C'est le Steaua Bucarest qui termine en tête du championnat et remporte le 8e titre de champion de Roumanie de son histoire. Le Steaua réalise d'ailleurs le doublé en battant un club de deuxième division, le CSU Galați, en finale de la Coupe de Roumanie.

## Les 18 clubs participants
| - Dinamo Bucarest - FC Bihor Oradea - Promu de Divizia B - Olimpia Satu Mare - Steaua Bucarest - ASA Târgu Mureș - Sportul Studențesc Bucarest - FC Constanța - Universitatea Craiova - Politehnica Iași | - UT Arad - FC Argeș Pitești - Universitatea Cluj - SC Bacau - Promu de Divizia B - CFR Cluj - FCM Reșița anc. CSM Reșița - FC Rapid Bucarest - Promu de Divizia B - SC Jiul Petroșani - Politehnica Timișoara |

## Compétition

### Classement
Le classement est établi en utilisant le barème suivant :
- Victoire : 2 points
- Match nul : 1 point
- Défaite, forfait ou abandon : 0 point

| Rang | Équipe                      | Pts | J  | G  | N  | P  | Bp | Bc | Diff |
| ---- | --------------------------- | --- | -- | -- | -- | -- | -- | -- | ---- |
| 1    | Steaua Bucarest (C)         | 51  | 34 | 21 | 9  | 4  | 79 | 33 | +46  |
| 2    | Dinamo Bucarest (T)         | 44  | 34 | 18 | 8  | 8  | 68 | 35 | +33  |
| 3    | ASA Târgu Mureș             | 38  | 34 | 17 | 4  | 13 | 48 | 42 | +6   |
| 4    | Sportul Studențesc Bucarest | 37  | 34 | 14 | 9  | 11 | 52 | 41 | +11  |
| 5    | Politehnica Timișoara       | 37  | 34 | 14 | 9  | 11 | 54 | 52 | +2   |
| 6    | Universitatea Craiova       | 36  | 34 | 13 | 10 | 11 | 41 | 32 | +9   |
| 7    | SC Bacău (P)                | 35  | 34 | 14 | 7  | 13 | 37 | 35 | +2   |
| 8    | FCM Reșița                  | 34  | 34 | 14 | 6  | 14 | 39 | 55 | -16  |
| 9    | FC Bihor Oradea (P)         | 33  | 34 | 14 | 5  | 15 | 43 | 46 | -3   |
| 10   | FC Constanța                | 32  | 34 | 12 | 8  | 14 | 34 | 36 | -2   |
| 11   | FC Argeș Pitești            | 32  | 34 | 12 | 8  | 14 | 36 | 47 | -11  |
| 12   | SC Jiul Petroșani           | 32  | 34 | 12 | 8  | 14 | 42 | 54 | -12  |
| 13   | Politehnica Iași            | 31  | 34 | 13 | 5  | 16 | 46 | 50 | -4   |
| 14   | FC Rapid Bucarest (P)       | 31  | 34 | 12 | 7  | 15 | 40 | 47 | -7   |
| 15   | UT Arad                     | 31  | 34 | 13 | 5  | 16 | 46 | 56 | -10  |
| 16   | Olimpia Satu Mare           | 31  | 34 | 12 | 7  | 15 | 36 | 56 | -20  |
| 17   | CFR Cluj                    | 28  | 34 | 9  | 10 | 15 | 30 | 39 | -9   |
| 18   | Universitatea Cluj          | 19  | 34 | 8  | 3  | 23 | 30 | 45 | -15  |

|  | Qualifié pour la Coupe des clubs champions 1976-1977 |
|  | Qualifié pour la Coupe UEFA 1976-1977                |
|  | Relégation en Divizia B                              |

## Bilan de la saison
| Tableau d'Honneur                   |                 |
| Compétition                         | Vainqueur       |
| Championnat de Roumanie de football | Steaua Bucarest |
| Coupe de Roumanie de football       | Steaua Bucarest |

| Qualifications européennes          |                                                             |
| Compétition                         | Qualifié                                                    |
| Coupe des clubs champions 1976-1977 | Steaua Bucarest                                             |
| Coupe des Coupes 1976-1977          | CSU Galati (Divizia B)                                      |
| Coupe UEFA 1976-1977                | Dinamo Bucarest ASA Târgu Mureș Sportul Studențesc Bucarest |

| Promotions et relégations |                                                        |
| Promus en Divizia A       | FC Corvinul Hunedoara FC Progresul Bucarest FCM Galați |
| Relégués en Divizia B     | Olimpia Satu Mare CFR Cluj Universitatea Cluj          |